# گارکی (شهرستان اوستروف ویلکوپولسکی)
گارکی (به لهستانی:  Garki) یک روستا در لهستان است که در گمینا اودولانوو واقع شده‌است. گارکی   ۱۱۴ متر بالاتر از سطح دریا واقع شده‌است.